# Ding-a-dong
"Ding-A-Dong" foi o título da canção vencedora do Festival Eurovisão da Canção 1975 que representou os Países Baixos, interpretado em inglês pela banda Teach-In . A canção tinha letra de Esin Engin, Will Luikinga, Eddy Ouwens, música de Fikret Şenes e foi orquestrada por Harry van Hoof.
A canção tem um títulos sem sentido, tal como "La, la, la"  de Massiel em  1968, "Boom Bang-a-Bang" de Lulu (1969) e mais tarde em  "Diggi-Loo Diggi-Ley" dos Herreys, em 1984. Foi a primeira canção vencedora no sistema de pontuação em cada país dá a votação através do sistema de 1-8, 10 e 12.
A canção, totalmente cantada em inglês e transmite a ideia de que devemos ter pensamentos positivos. Os membros da banda cantam nomeadamente que deveríamos cantar uma canção (sing a song) que se transforma em  "ding-ding-a-dong" quando temos sentimentos felizes. Curiosamente foi a segunda vez consecutiva (no ano anterior tinham sido os ABBA) que um grupo venceu a competição cantando numa língua não nativa.
A letra da canção tornou-se fonte de controvérsia e foi mesmo ridicularizada, em especial, no Reino Unido, porque a palavra "dong" em calão significa "pénis". Apesar da polémica, esta canção chegou ao n.º 13 do top britânico de singles e subiu ao n.º 1 na Noruega e Suíça.
A canção holandesa foi a primeira a ser interpretada na noite do evento, antes da canção irlandesa "That's what friends are for", interpretada pela banda The Swarbriggs. Terminou a competição, como já foi referido em primeiro lugar, com 152 pontos.